# Kidatu
Kidatu es una ciudad del centro de Tanzania, situada en el valiato de Kilombero, en la región de Morogoro. La población local es de unos 3.300 habitantes. La principal actividad económica es la gran plantación y fábrica de caña de azúcar de Illovo, que produce 130.000 toneladas de azúcar al año.

## Transporte
Kidatu es la terminal de una línea de 107 km de ramal de Kilosa de la línea central de la Corporación de Ferrocarriles de Tanzania (Tanzania Railways Corporation en inglés) construida entre 1958 y 1963. Esta línea tiene un ancho de 1.000 mm. Desde la década de 1970, el nuevo ferrocarril TAZARA, con un ancho de 1.067 mm, pasa por Kidatu.
Está a unos 300 km de Dar es Salaam por el norte o con el TAZARA.
Posee un molino de azúcar.

### Centro de transbordo
Desde 1998 existe una estación de transbordo para superar la diferencia de ancho de vía en este lugar. Esta estación conecta la gran zona de 1.067 mm de ancho del sur de África y evita la congestión en Dar es Salaam.
En virtud de un acuerdo con Tanzania, los trenes de ancho métrico que se conectan con los trenes de 1.067 mm en Kidatu son operados por la Corporación de Ferrocarriles Transafricanos (Trans Africa Railway Corporation en inglés).
El centro transporta unas 160.000 toneladas de tráfico al año.